# Louis Thevenet

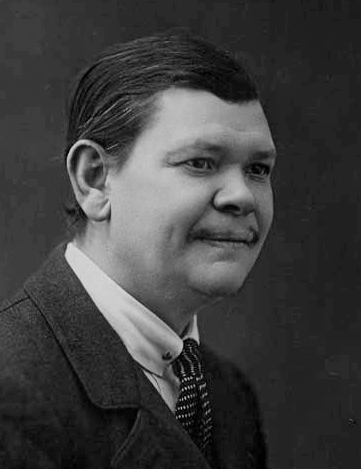
Louis Thevenet
(datum onbekend)

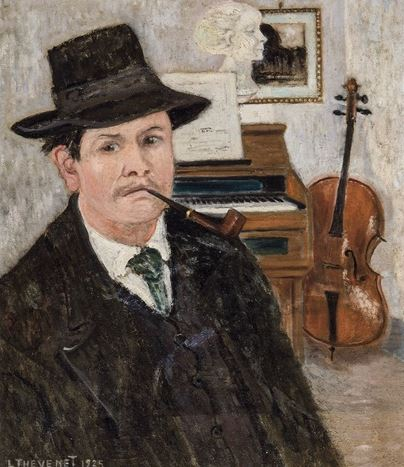
Zelfportret (1925)

Louis François Joseph Marie Thevenet (Brugge, 12 februari 1874 – Halle, 16 augustus 1930) was een Belgisch kunstschilder die vooral met olieverf werkte, maar ook aquarellen en tekeningen maakte.

## Levensloop
Thevenet werd in de Noordzandstraat 45, nu 47, niet ver van de Markt, te Brugge geboren. Zijn vader Alphonse, een Fransman, die professor van muziek was, en zijn moeder Anne Van Vyve werden beiden in 1835 te Brugge geboren. Het gezin had nog drie kinderen: Pierre, Marie en Cécile, alledrie te Brugge geboren, respectievelijk in 1870, 1871 en 1872. Pierre werd net als Louis kunstschilder terwijl Cécile als zangeres in de Parijse Opéra Comique carrière gemaakt heeft.
In 1876 kwam het gezin te Brussel wonen. Hij oefende verschillende beroepen uit. Hij was loopjongen, leerling-bakker en hulpbanketbakker in een banketbakkerij. Hij werd hulpkok op een Engelse pakketboot waarop hij enkele wereldreizen ondernam. Hij was loopjongen of klerk bij een muziekuitgeverij. In 1896 besloot hij om zich volledig aan het schilderen te wijden. Tot 1916 woonde hij op verschillende plaatsen in wat nu het Brussels Gewest is, en in de in het zuiden aangrenzende gemeentes Beersel en Drogenbos. Van 1897 tot 1903 verbleef hij geregeld in Nieuwpoort in gezelschap van Auguste Oleffe die als zijn geestelijke mentor mag gezien worden. In 1916 vestigde hij zich in Halle waar hij tot zijn dood bleef wonen.
In 1903 richtte hij met onder meer Charles Dehoy, Auguste Oleffe, Willem Paerels en Fernand Schirren de kunstkring Labeur op.
In 1908 huwde hij te Beersel met Emma Tevels die vanaf dan "de reekening van Emma", waarin de verkoop van werken werd opgeschreven, bijhield. In 1912 adopteerden ze Jeanne Mommaerts, Jeanneke genoemd, toen ze nauwelijks enkele dagen oud was. Bij Thevenets dood zou blijken dat de adoptie nooit officieel geregeld was.
Van 1916 tot 1927 woonde hij op Sollembeemd 52, ter hoogte van het huidige Monument van de Weggevoerden. Bij de sanering van de Sollembeemdwijk werd het huis afgebroken. In 1925 kocht hij een bouwgrond op de Hendrik Consciencestraat 41, nu 58. Hij liet er een huis bouwen waar hij van 1927 tot zijn dood woonde. Augustus 1930 stierf Louis Thevenet op 56-jarige leeftijd te Halle, meer dan waarschijnlijk aan een hersenbloeding. Hij werd op 19 augustus op het stedelijke kerkhof begraven. Zijn graf bestaat niet meer. In 1937 verkocht Emma het huis op de Consciencestraat voor 60.000 frank en verliet Halle voorgoed.

### Mens
Hij was religieus, levenslustig, kinderlijk verwonderd, dromerig, teruggetrokken hoewel hij zich niet van zijn omgeving afzonderde, eenvoudig en tevreden. Hij had interesse voor muziek en bespeelde zelf het harmonium. Hij had 3 grote fouten: snoep, vooral dan suikergoed, het roken van de pijp en het drinken met een voorkeur voor lambic en geuze.
Hij was Franstalig hoewel hij het geschreven Frans niet volledig beheerste. Hij kende geen Nederlands. Wel doorspekte hij zijn gesproken taal met Brussels- en Hals-Vlaamse woorden en eigen neologismen.

## Familienaam
De ondertekening van zijn meeste kunstwerken waarop "THEVENET" met beide T's iets groter dan de andere letters te lezen is, geeft geen uitsluitsel over de schrijfwijze. Op zijn geboorteakte, als ondertekening van zijn brieven en op andere officiële documenten staat echter steeds "Thevenet".
De verkeerde schrijfwijze is voor het eerst gebeurd door René Lyr, de enige biograaf van Thevenet. In een gesprek met Gabriëlla Van Der Eeckt (zie bibliografie) heeft Claude Lyr, Renés zoon, verklaard dat zijn vader voor Thévenet gekozen heeft omdat dat Franser en welluidender klonk. De meeste kunstcritici hebben deze schijfwijze klakkeloos overgenomen.

## Individuele tentoonstellingen

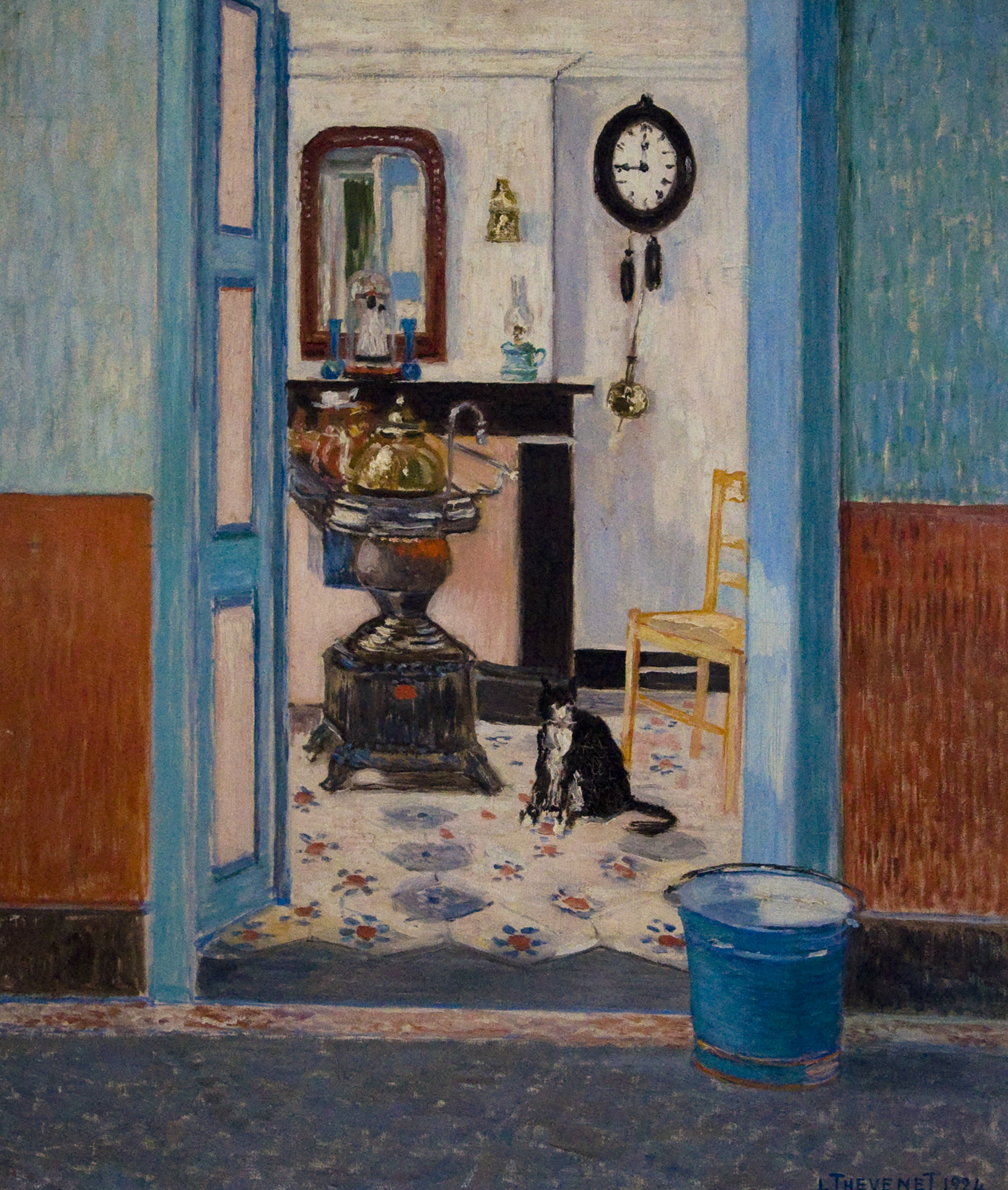
De keuken (1924) in het Museum Dhondt-Dhaenens te Deurle

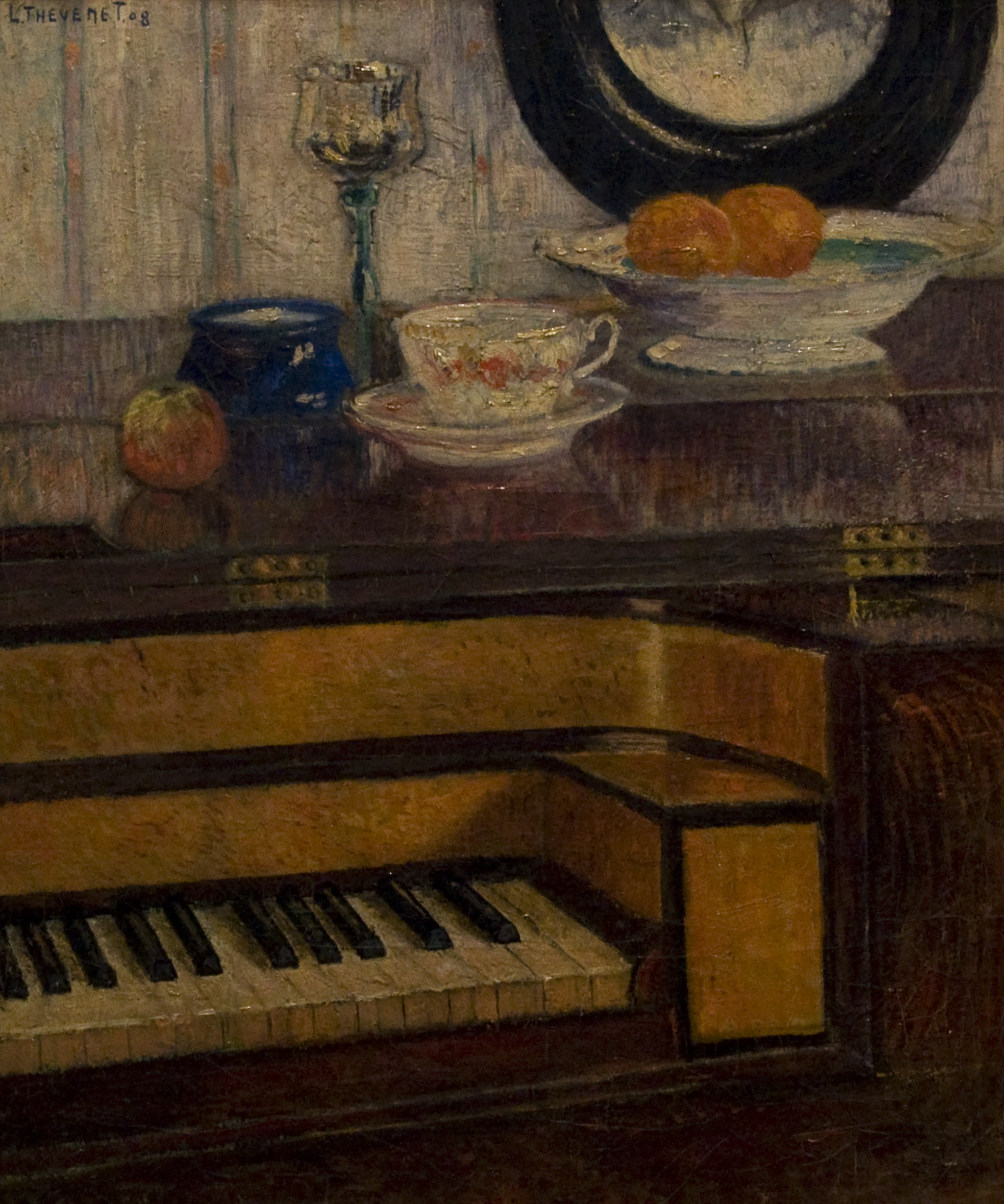
Na de rouw (1908) in het Koninklijk Museum voor Schone Kunsten Antwerpen

### Tijdens zijn leven
- Galerie Georges Giroux; Galerie Georges Giroux; Brussel; 17.3.1913 - 30.3.1913.
- […]; Cercle Artistique et Littéraire de Bruxelles; Brussel; 12.1.1914 - 18.1.1914.
- Galerie Georges Giroux; Galerie Georges Giroux; Brussel; 1916.
- […]; Cercle Artistique et Littéraire de Bruxelles; Brussel; 1923.
- Galerie Louis Manteau; Galerie Louis Manteau; Brussel; 21.2.1925 - 4.3. 1925.

### Postuum of retrospectieven
- […]; Kunst van Heden; Antwerpen; [1ste helft] 1931.
- Kunstkring in het Park van Brussel; Cercle Artistique et Littéraire de Bruxelles; Brussel; 24.12.1932 - […].
- […]; Kunst van Heden; feestzaal van de stad Antwerpen, Antwerpen; 1939.
- Paleis voor Schone Kunsten; Paleis voor Schone Kunsten; Brussel; 20.12.1941 - 18.1.1942.
- Galerie Brueghel; […]; Brussel; 1946.
- […]; Geschied- en Oudheidkundige Kring Halle; Oud-Jezuïetencollege, Halle; […] - 16.2.1955.
- Orangerie van het Wolvendaalpark te Ukkel; Uccle Centre d’Art; Ukkel; 9.7.1955 - [juli] 1955.
- Oud-Jezuïetencollege; Geschied- en Oudheidkundige Kring Halle; Halle; 25.5.1960 - 11.9.1960.
- Raadzaal van het stadhuis Halle; Middenstandsraad; Halle; 23.12.1970 - 3.1.1971.
- Oud-Jezuïetencollege; Organisatiecomité retrospectieve; Halle; 24.1.1975 - 16.2.1975.
- Galerij A.S.; Galerij A.S.; Konkke; [december] 1984 - 6.1.1985.
- Herman Teirlinckhuis; Gemeente Beersel; Beersel; 15.6.1985 - 14.7.1985.
- Oud-Jezuïetencollege; Stad Halle m. m. v. Gemeentekrediet; Halle; 6.10.1990 - 30.10.1990.
- Felix De Boeckmuseum; Gemeente Drogenbos en Stichting Felix De Boeck, Drogenbos; Drogenbos; 9.9.2001 - 25.10.2001.
- Museum Dhondt-Dhaenens; Deurle; 20.2.2005 - 17.4.2005.
- den AST en Villa Servais; […]; Halle; 23.3.2024 - 27.10.2024.

## Groepstentoonstellingen
Hij nam aan tal van groepstentoonstellingen deel. De belangrijkste waren "Salon des Indépendents" in 1906 en "Salon d’Automne" in 1909, beide te Parijs.

## Zijn kunst
Hij is vooral bekend voor zijn huiskamer- en café-interieurs en stillevens. Hij kleedde zijn schilderijen aan met alledaagse objecten als bier- of wijnglas, boek, boestering, fles of karaf, fruit, hangklok, hoge, winter- of zomerhoed, kapstok met kleding, kast met open lade, Mariabeeld onder een glazen stolp, muziekinstrument, open deur, open venster, overloop of hall met open deuren of het begin van een trap, paraplu, schilderij, schotel, spiegel, vaas met bloemen, vogelkooi, wandelstok, zicht van binnen op binnentuin in zonlicht, zoetigheid en taart, … die hij steeds weer in andere combinaties en vanuit andere invalshoeken afbeeldde zodat zich bij de kunstliefhebber geen déjà-vugevoel voordeed. Wel zijn een aantal schilderijen het gevolg van een verder borduren op bestaande werken.
De betekenis van zijn werk situeert zich op drie niveaus: een weergave die de werkelijkheid benadert, een drang om de realiteit te ontvluchten en interesse voor geografische vormen als cirkel, vierkant en rechthoek. 3 constanten vallen op: waarneming, limiet van ruimte en tijd en herinnering.
Hij ondersteunde zijn composities met bijzondere, meesterlijke en warme kleurencombinaties die met de jaren tot oogstrelende tintenschakeringen uitgroeiden. De eerder donkere kleuren als bruinen, donkere grijzen, sepia en donkere soorten oker waarover een donkere vernis lijkt aangebracht te zijn, van vóór 1916 evolueerden erna tot zachte kleuren als blauwen, gelen, groenen, lichte grijzen, roze, soorten rood en zachte okers die de werken een bijzondere helderheid verlenen.

### Typering als kunstenaar
Meestal wordt autodidact Thevenet door kunstcritici een Brabants fauvist genoemd. Daardoor wordt hij ondergebracht bij zijn Brabantse fauvistische generatiegenoten als Jos Albert, Jean Brusselmans, Philibert Cockx, George Creten, Dehoy, Anne-Pierre de Kat, Prosper de Troyer, Jehan Frison, Marthe Guillain, Médard Maertens, Albert-François Mathys, Paerels, Roger Parent, Ramah of Henri-François Raemaekers, Schirren, Pierre Scoupreman, Rudolphe Strebelle, Edgard Tytgat, Jean Vanden Eeckhoudt, Médard Verburgh, Fernand Verhaegen en Rik Wouters. Allen werden geboren in de zeventiger en tachtiger jaren van de negentiende eeuw, met uitzondering van Vanden Eeckhoudt, geboren in 1857.
Hij was echter in de eerste plaats een buitenschools schilder die zijn ogen de kost heeft gegeven. Hij heeft die dingen die hem aanspraken en binnen zijn nooit-verwoord concept pasten, overgenomen en op een persoonlijke manier verwerkt. Zijn werk is dan ook een soort kritische en weloverwogen synthese van realisme, impressionisme, synthetisme, symbolisme, fauvisme, neo-impressionisme dat ook laat-impressionisme genoemd wordt, cloisonisme, divisionisme, luminisme en pointillisme.

### Belangrijke werken (olieverf op doek)
- De keuken, 1906, 58 cm × 73,5 cm
- De Bollenwinkel, 1908, 58 cm × 69 cm
- De zwarte soepterrine, 1911, 55 cm × 68 cm
- Het cabaret, 1913, 65 cm × 75 cm
- Wat ik graag heb, 1914, 80 cm × 60 cm
- Mijnheer gaat uit, 1916, 65 cm × 55 cm
- De kapstok, 1917, 67 cm × 48 cm
- Café "De Grève", 1920, 70 cm × 60 cm
- Tuin De Saegher in bloei, 1923, 60 cm × 70 cm
- De Mariamaand, 1923, 82,5 cm × 70 cm
- In afwachting van de processie, 1924, 70 cm × 60 cm
- De witte tafel, 1925, 60 cm × 70 cm
- Hoed met bloemen, 1928, 60 cm × 70 cm
- De toog in Halle, 1928, 60 cm × 70 cm

## Fotogalerij schilderijen (fragmenten)

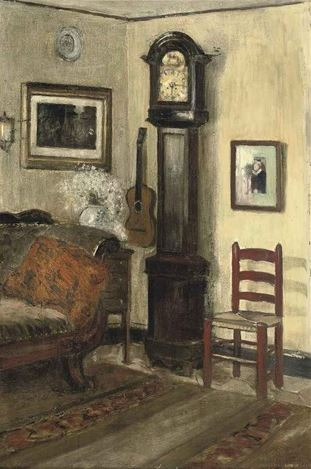
De oude klok (1904)
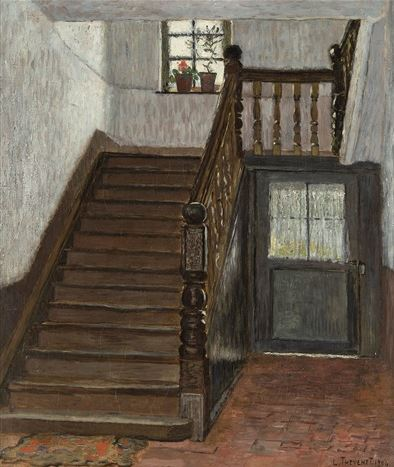
De trap (1906)
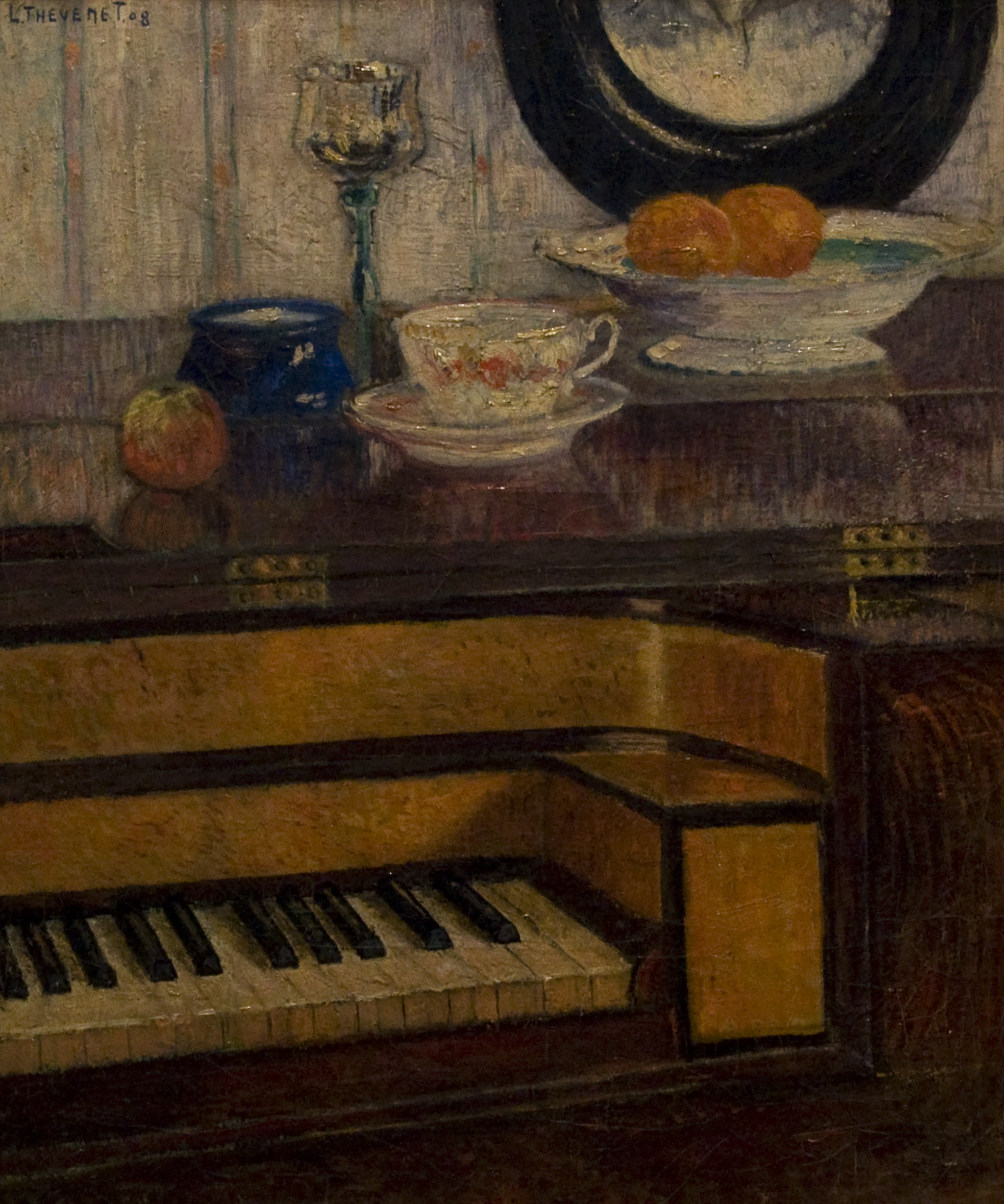
Na de rouw (1908)
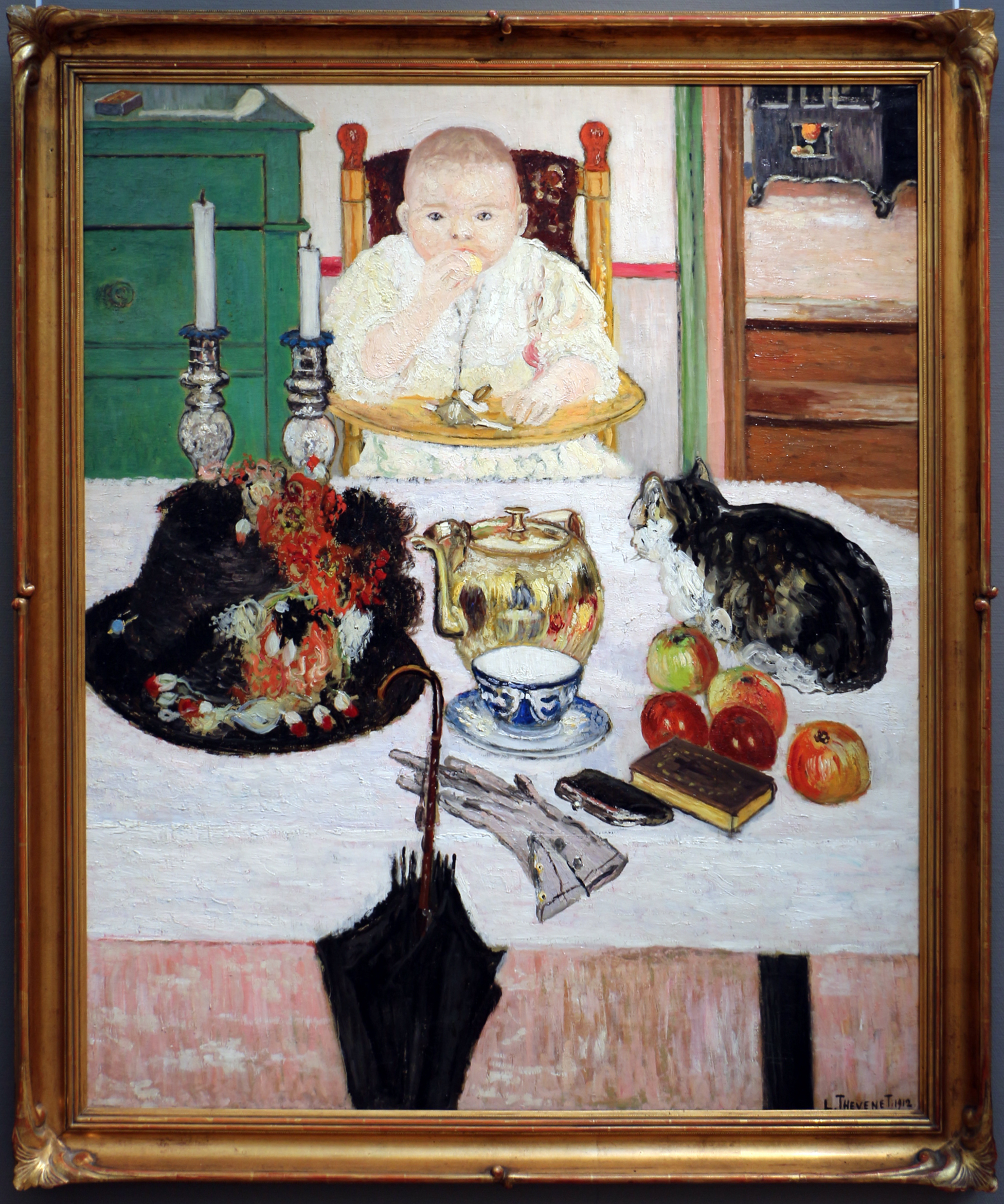
Na de mis (1912)
Zilveren bruiloft (1913)
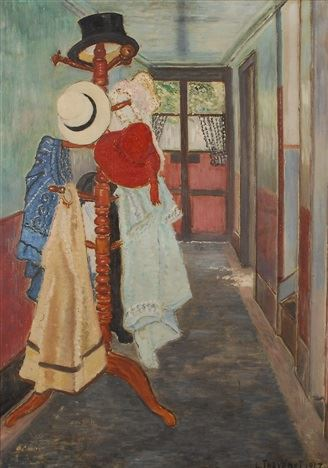
De kapstok (1917)
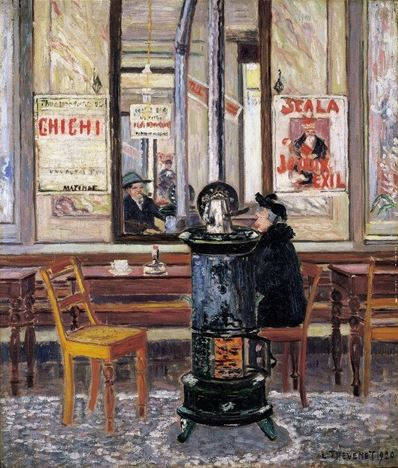
Interieur De Grève (1920)
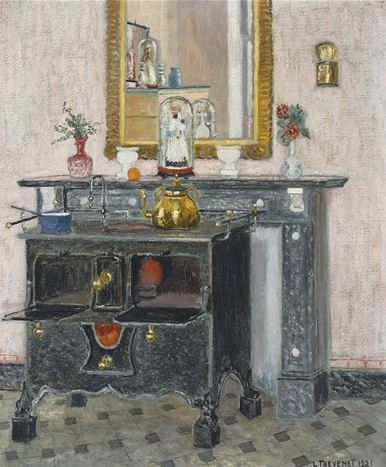
Interieur met kachel (1921)
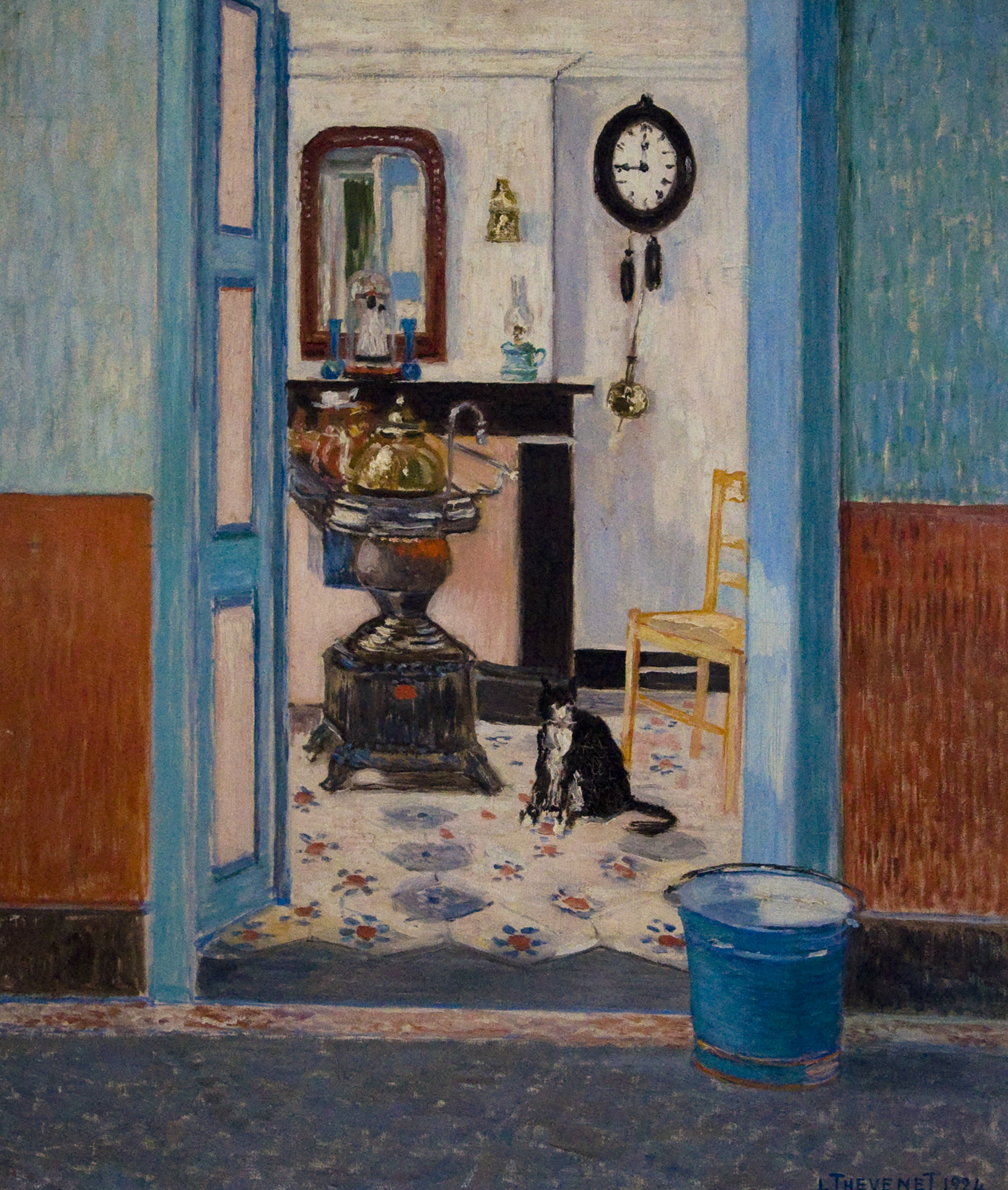
De keuken (1924)
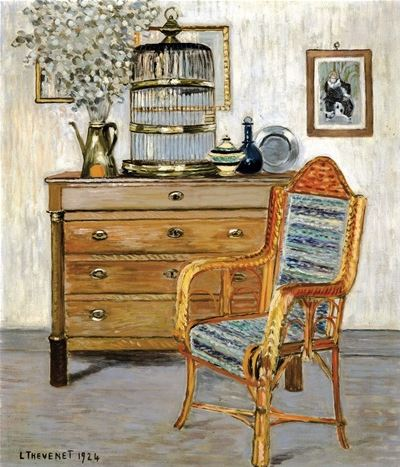
De rieten zetel (1924)
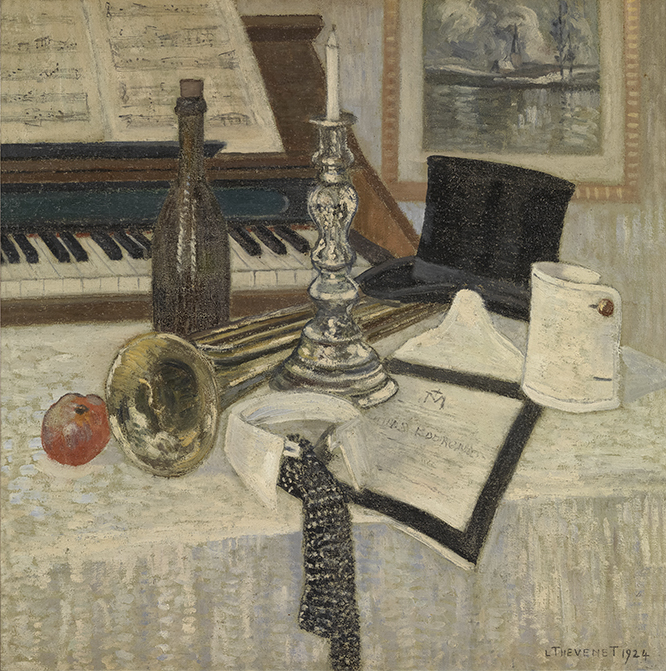
De treurmars (1924)
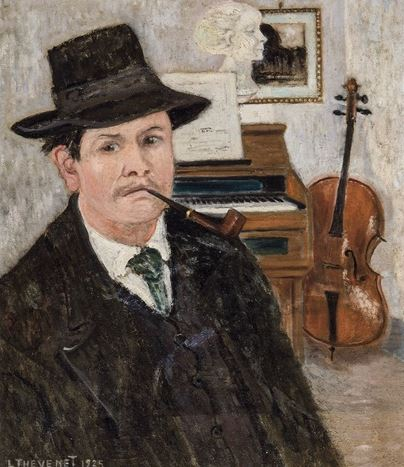
Zelfportret (1925)
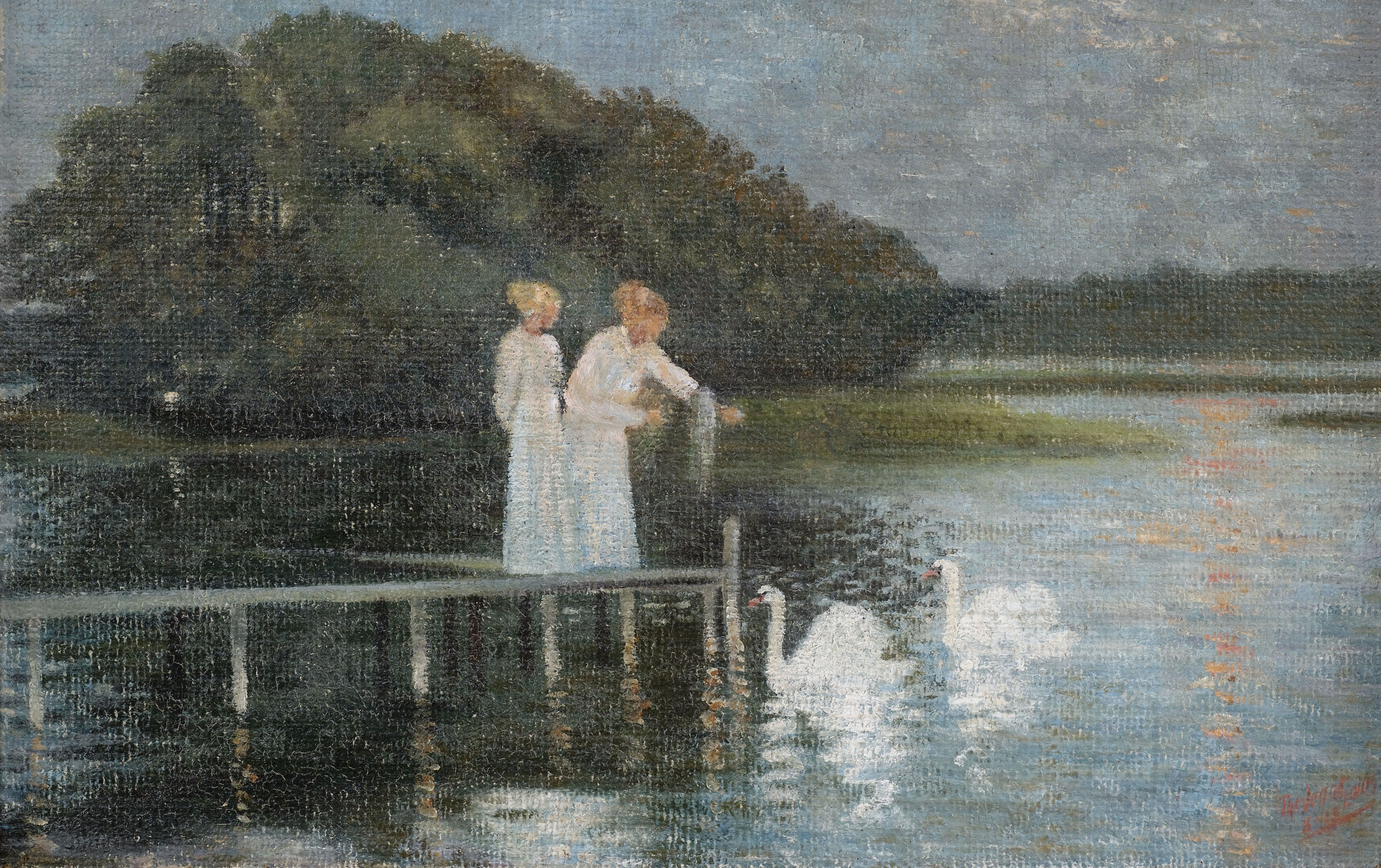
Vrouwen aan het meer met zwanen

### Olieverfschilderijen in het bezit van Belgische musea
- Groeningemuseum (Brugge)
  - Doodsbrief, 1913
  - De Treurmars, 1924, 81 cm × 81 cm
- Koninklijke Musea voor Schone Kunsten (Brussel)
  - Interieur, 1910, 60,5 cm × 70,5 cm
  - Spelend meisje, 1912, 69,5 cm × 59,5 cm
  - De man met de kaart, 1913, 60 cm × 70,5 cm
  - De jassenboom, 1917, 70 cm × 60,5 cm
- Koninklijk Museum voor Schone Kunsten (Antwerpen)
  - Na de rouw, 1908, 63 cm × 53 cm
  - Zilveren bruiloft, 1913, 62 cm × 71 cm
  - Binnenzicht, 1929, 70 cm × 60 cm
- Musée de l’Art Wallon (Luik)
  - La Couturière (intérieur), 1910, 60 cm × 70 cm
- Museum Dhondt-Dhaenens (Deurle)
  - De rode kast, 1915, 45 cm × 53 cm
  - De keuken, 1924, 70 cm × 60 cm
- Musée d’Ixelles (Elsene)
  - Na de mis, 1912, 110,5 cm × 198,5 cm
  - Het harmonium, 1917, 70 cm × 60 cm
- Museum voor Schone Kunsten (Gent)
  - De keuken, 1907, 57,5 cm × 73,5 cm

## Thevenet in het werk van andere kunstenaars

### Plastische kunsten
- Pol Craps maakte in 1913 La lettre de faire-part (d'après Louis Thévenet), een ets van Thevenets Doodsbrief uit 1913. Hij maakte ook Le Moulin Grandville où habita Louis Thevenet, een ets die eigendom van de gemeente Ukkel is.
- G. Van Goolen maakte een buste van Thevenet.
- René Lyr maakte een tekening van Thevenet.
- Louis Rigaux maakte La maison de Louis Thevenet à Hal, een tekening die eigendom van de gemeente Ukkel is. Ze vertoont veel gelijkenis met Thevenets schilderij Sollembeemd of De huizen van Halle uit 1920.
- Jan ten Kate maakte La Nature, Louis Thevenet, een aquarel die eigendom van de gemeente Ukkel is.
- Emile Lecomte maakte Le Peintre au travail, Louis Thevenet, een aquarel.
- Claude Lyrs maakte La Collection, een schilderij. Het staat afgebeeld op de kaft van het essay Ceux que j’ai défendus van René Lyr uit 1978. 15 schilderijen uit de verzameling van zijn vader René Lyr zijn erop afgebeeld. 7 werken zijn van Thevenet: Gerookte haringen met tas uit 1915, Het harmonium uit 1924, Mijnheer gaat uit uit 1916, Bloemkool en regenscherm uit 1922, Hoed met bloemen uit 1928, Le chevalet of La chaise rouge uit 1922 en een niet achterhaald werk.

### Literair werk
- Ghislain Laureys liet in 1972 Aan Louis Thévenet over de schilder verschijnen in zijn dichtbundel Het hart van mijn stad.
- René Lyr schreef gedichten bij het werk van Thevenet. Ze verschenen in tal van bundels en werden in 1982 postuum gebundeld in het verzamelde dichtwerk L’Oeuvre Poétique.
- Nicole Van Overstraeten liet in 2012 de cyclus Mijnheer gaat uit verschijnen in haar dichtbundel De tuinen van Thevenet die op de cyclus na niets met Thevenet te maken heeft.
- Rik Wouters liet in 1998 Intérieur "De Grève" en Monsieur va sortir, bij gelijknamige werken van Thevenet uit 1920 verschijnen in zijn dichtbundel Elke klank heeft zich tot een drein verlangzaamd.

## Herinneringen aan Thevenet in Halle
In 2024 werd Louis Thevenet ereburger van Halle. De laatste veertien jaar van zijn leven bracht hij in Halle door waar ook een groot deel van zijn oeuvre tot stand kwam. De plaatselijke cafés, straten en het interieur van verschillende woningen in de stad zijn het onderwerp van zijn kunstwerken.
Eén zaak herinnert rechtstreeks aan zijn verblijf in Halle: zijn huis op de Hendrik Consciencestraat 58, toen 41, waar hij van 1927 tot 1930 woonde en werkte.
Twee zaken herinneren onrechtstreeks aan zijn verblijf in Halle:
- een gedenkplaat van Staf Colruyt aan de gevel van zijn vroegere woning op de Hendrik Consciencestraat 58;
- de Thevenetlaan waar de schilder echter nooit gewoond heeft. Tijdens zijn leven bestond de straat niet, zelfs niet onder een andere naam.